# Estación de Mitry - Claye
La estación de Mitry - Claye es una estación ferroviaria francesa situada en la comuna de Mitry-Mory, en el departamento de Seine et Marne, al noreste de París. Pertenece a la línea B de la Red Exprés Regional más conocida como RER donde se configura como el terminal del ramal B5 y a la línea K del Transilien.

## Historia
Fue inaugurada el 31 de agosto de 1861 por parte de la Compañía de Ferrocarriles del Norte con la apertura de un tramo que luego se integraría en la línea La Plaine - Hirson. En su diseño inicial la estación se componía de un edificio central, de planta baja y de dos edificios laterales de un piso. El edificio de la izquierda se reservaba al jefe de estación mientras que el de la derecha se reservaba al subjefe. El edificio servía de acceso a la estación y disponía de un vestíbulo y de una zona de oficinas. La puerta se decoró con un frontón central. 
En los años posteriores la estación se completó con marquesinas en los andenes, una sala de espera, apeadero para mercancías, tiendas y hasta establos para caballos. 
En 1981 se realizó la integración de la estación en la línea B de la red de cercanías. Por su parte, el Transilien opera como tal desde 1999. 

## Descripción
La estación se encuentra a 24 kilómetros al noreste de París. 
Dispone de dos andenes laterales y de uno central. Las vías con acceso a andenes son cuatro, aunque la estación dispone de más vías de servicio y de garaje.